# Søren Hjorth Nielsen (dokumentarfilm)
|  | Denne artikel er oprettet af botten Steenthbot ud fra en ekstern database. Den kan derfor have sproglige fejl eller mangler. Denne skabelon kan fjernes efter kontrol af indholdet. |

Søren Hjorth Nielsen er en dansk portrætfilm fra 1977 instrueret af Hans-Henrik Jørgensen og efter manuskript af Hans-Henrik Jørgensen og Tryggvi Olafsson.

## Handling
Maleren og grafikeren Søren Hjorth Nielsen har været aktiv kunstner i næsten 60 år. Hans motivverden har været omfattende, han har tegnet og malet de omgivelser og miljøer, han har befundet sig i. I filmen vises eksempler på hans menneskefigurer i værtshusmiljøer fra trediverne, fra det Vesterbro han har boet på og fra kolonihaver og landskaber, som også har omgivet ham. Den biografiske skildring af Hjorth Nielsen rammes ind af hans egne historier om mennesker og andre motiver for hans kunst.

## Medvirkende
- Søren Hjorth Nielsen